# Rakovlje
Rakovlje (Duits: Rakoule, 1943–1945 Kroisbach) is een plaats in Slovenië en maakt deel uit van de gemeente Braslovče in de NUTS-3-regio Savinjska. De plaats telde 449 inwoners op 1 januari 2020.